# Rajd Cypru 1982
Rajd Cypru 1982 (10. Rothmans Cyprus Rally) – 10 edycja rajdu samochodowego Rajd Cypru rozgrywanego na Cyprze. Rozgrywany był od 24 do 26 września 1982 roku. Była to czterdziesta runda Rajdowych Mistrzostw Europy w roku 1982 (rajd miał najwyższy współczynnik - 4) oraz dziesiąta runda Rajdowych Mistrzostw Cypru.

## Klasyfikacja rajdu
| Miejsce                      | Kierowca                     | Pilot                        | Samochód                     | Czas                         | Strata                       |                              |
| Klasyfikacja generalna i ERC | Klasyfikacja generalna i ERC | Klasyfikacja generalna i ERC | Klasyfikacja generalna i ERC | Klasyfikacja generalna i ERC | Klasyfikacja generalna i ERC | Klasyfikacja generalna i ERC |
| ---------------------------- | ---------------------------- | ---------------------------- | ---------------------------- | ---------------------------- | ---------------------------- | ---------------------------- |
| 1.                           | Antonio Fassina              | Roberto Dalpozzo             | Opel Manta 400               | 13:35:18                     | 0.0                          |                              |
| 2.                           | Dimi Mavropoulos             | Dave Adams                   | Talbot Sunbeam Lotus         | 13:44:43                     | +9:25                        |                              |
| 3.                           | Vahan Terzian                | Yiannakis Theofanous         | Mitsubishi Colt Lancer       | 13:59:57                     | +24:39                       |                              |
| 4.                           | Kostas Panayiotides          | Andreas Yiapanas             | Volkswagen Golf I GTI        | 15:08:47                     | +1:33:29                     |                              |
| 5.                           | Christos Kirmitsis           | Petros Demetriades           | Honda Accord                 | 15:11:32                     | +1:36:14                     |                              |
| 6.                           | Xenofon Dimitriou            | Nikos Neophytou              | Talbot Sunbeam Lotus         | 15:32:09                     | +1:56:51                     |                              |
| 7.                           | Marios Shakallis             | Andreas Christodoulides      | Peugeot 104 ZS               | 15:38:07                     | +2:02:49                     |                              |
| 8.                           | Anastasios Gemenis           | Ioánnis Kepetzis             | Datsun 160J                  | 16:04:14                     | +2:28:56                     |                              |
| 9.                           | Takis Panayides              | Andreas Karallis             | Subaru 1600 GFT              | 16:15:15                     | +2:39:57                     |                              |
| 10.                          | Kokos Assiotis               | Andreas Andreou              | Peugeot 104 ZS               | 16:17:39                     | +2:42:21                     |                              |